# HSC Benchijigua Express
HSC Benchijigua Express är en snabbgående färja som drivs av Fred. Olsen Express och seglar mellan öar i Kanarieöarna: Teneriffa, La Gomera och La Palma. 
Benchijigua Express byggdes av Austal i Hendersson i Västaustralien och levererades till Fred. Olsen Express i april 2005. Med 127 meters längd är hon den längsta civila trimaranen i världen. Den är någon meter kortare än de amerikanska korvetterna Littoral Combat Ships av Independence class, vars konstruktion är baserad på Benchijigua Express. Skrovet är gjort i aluminium, och det är världens näst största fartyg byggt med aluminiumskrov. 
Fartyget är namngivet efter byn Benchijigua på La Gomera, där Fred. Olsen & Co äger mark.
Fartyget har fyra dieselmotorer av typ MTU Friedrichshafen Series 8000 i två separata motorrum. Hon kan gå i högst 42 knop och har en marschhastighet på 36 knop. 
Fartyget tar knappt 1 300 passagerare.